# Goderdzi
Goderdzi (gruzínsky გოდერძის უღელტეხილი, Goderdzis ugeltechili) je průsmyk na území Adžarské autonomní republiky, který přetíná Arsiánský hřbet Arménské vysočiny v jihozápadním cípu pohoří Kavkaz v nadmořské výšce 2025  m n. m. Průsmykem prochází silnice Batumi - Achalciche.
V blízkosti průsmyku je v letech 2012 až 2013 plánována výstavba rekreačního areálu s osmi lyžařskými vleky v nadmořské výšce 1 700 až 2 390 m n. m.